# سیستم مدیریت محتوای فرایندگرا
برای دسترسی به سیستم‌های مدیریت فرایند کسب و کار (BPMS)، به‌طور معمول از وب سایت‌ها و پورتال‌های سازمانی استفاده می‌شود. در سال‌های اخیر استراتژی‌هایی به وجود آمده‌اند که امکان دسترسی به سیستم‌های مدیریت فرایند کسب و کار را از طریق سیستم‌های مدیریت محتوا (CMS) فراهم می‌کنند. به عبارت دیگر، سیستمی به وجود آمده‌است که حاصل یکپارچه سازی سیستم‌های مدیریت فرایند کسب و کار و سیستم‌های مدیریت محتوا می‌باشد. به سیستم حاصل، سیستم مدیریت محتوای فرایند گرا (Process-aware Content Management System) یا به اختصار PCMS گفته می‌شود.

## PCMSهای فروشگاهی
CMSهای فروشگاهی زیادی در دسترس فروشندگان اینترنتی قرار دارد. به‌طور معمول هر فروشگاه اینترنتی دارای یک سیستم مدیریت کسب و کار یا سیستم‌های حسابداری نیز می‌باشد که به صورت مجزا در کنار CMS فروشگاهی مورد استفاده قرار می‌گیرند. تراکنش‌ها و مبادلات صورت گرفته در هریک از بخش‌های فروشگاه اینترنتی، شامل خرید، فروش، حسابداری، انبارداری و … باید همگام با سیستم مدیریت کسب و کار پیش برود. رشد کسب و کارهای اینترنتی و افزایش فروش آنها، ایجاد هماهنگی بین این دو سیستم را با مشکل رو به رو می‌سازد. به عنوان مثال، پس از اتمام یک محصول تا خرید مجدد و قرارگیری در انبار، مراحلی باید طی گردد و سیستم مدیریت کسب و کار به روز رسانی گردد. پس از آن می‌توان CMS فروشگاهی را به روز رسانی کرد و محصول مورد نظر را به صورت موجود نمایش داد. در طول این پروسه، مشتریان آن محصول، با پیغام عدم موجودی مواجه می‌شوند؛ بنابراین، سود حاصل از فروش محصول مورد نظر در این مدت از دست خواهد رفت.

## بخش‌های مختلف یک PCMS فروشگاهی

### مدیریت
مشابه تمامی CMSها، یک PCMS فروشگاهی نیز، بخشی مدیریتی دارد که اجازه دسترسی به تمام بخش‌های سامانه را به مدیر سیستم می‌دهد.

### مدیریت محتوا
یک PCMS می‌تواند امکانات مدیریت محتوا را در اختیار مدیران قرار دهد. با استفاده از این قابلیت، می‌توان دسته‌بندی محصولات، قیمت گذاری محصولات، چگونگی نمایش، نمایش موجودی کالاها، امکان خرید و … را انجام داد. با استفاده از بخش مدیریت محتوا، تنظیمات موارد گفته شده به راحتی و با سرعت توسط مدیران صورت می‌گیرد.

### زنجیره تأمین
کلیه اطلاعات مربوط به تأمین محصولات و کالاهای مورد نیاز فروشگاه، شامل فاکتورهای خرید محصولات، لیست تأمین کنندگان و … در این بخش قرار می‌گیرد.

### فروش
هر زمان مشتریان فروشگاه اینترنتی اقدام به خرید نمایند، سبد خرید آنها در سایر بخش‌های سامانه قابل مشاهده می‌باشد؛ بنابراین تمامی بخش‌ها، شامل انبار، حسابداری و زنجیره تأمین به صورت آنلاین همگام می‌شوند و نیازی به اقدامات جانبی نیست. در این صورت مغایرت بین بخش‌ها به حداقل می‌رسد.

### حسابداری
استفاده از یک سیستم حسابداری مجزا در کنار CMS فروشگاهی، مستلزم ورود کلیه اطلاعات فاکتورهای خرید و فروش به سیستم حسابداری است. انجام این کار علاوه بر وقت گیر بودن، میزان خطا و وجود مغایرت بین دو سیستم را به همراه دارد. یکی از راه حل‌های این مشکل، اتصال سیستم حسابداری به فروشگاه اینترنتی است. در این صورت دیگر نیازی به ورود فاکتورها به سیستم حسابداری نخواهد بود و تمامی مراحل همگام سازی به صورت آنلاین صورت می‌گیرد.

### انبارداری
مشابه سیستم حسابداری مجزا از CMS فروشگاهی، استفاده از سیستم انبارداری مجزا نیز، خطاها و مغایرت بین سیستم انبارداری و CMS فروشگاهی را افزایش خواهد داد. در صورت وجود یک سیستم انبارداری متصل به فروشگاه اینترنتی، با تغییر در موجودی انبار، همگام سازی با موجودی نمایش داده شونده برای مشتریان به سرعت و با در صد خطای پایین صورت می‌گیرد.